# Combinatietest
De combinatietest (eerstetrimester-combinatietest of eerstetrimester-screening) is een vorm van kansbepalend prenataal onderzoek, waarmee de kans wordt bepaald op het syndroom van Down bij de embryo. Het gaat om een bloedonderzoek bij degene die zwanger is, waarbij de zwangerschapshormonen Vrij-Beta-hCG en PAPP-A gemeten worden. Deze waarden worden samengevoegd met de dikte van de nekplooimeting (NT-meting, een echografische meting) in een risicoberekeningsprogramma. Samen met de leeftijd van de moeder (de kans op een kind met het syndroom van Down neemt boven het 36e levensjaar van de moeder sterk toe) en de zwangerschapsduur geeft dit de kans op een kind met het syndroom van Down.
Deze test wordt vaker uitgevoerd dan de tripeltest, omdat de combinatietest een betere kansberekening in een vroeger stadium van de zwangerschap geeft.

## Vervolgdiagnostiek
Is de kans op een kind met het syndroom van Down verhoogd, dan kan eerst een bevestigingsecho worden uitgevoerd in een gespecialiseerd centrum, waarna besproken wordt of de ouders een vervolgtraject in willen gaan met bijvoorbeeld een niet-invasieve prenatale test (NIPT) die ook een risico aangeeft maar met een zeer grote nauwkeurigheid. Een ander vervolgtraject is mogelijk waarin meer invasieve diagnostiek wordt toegepast, zoals de vlokkentest en vruchtwaterpunctie. Bij deze test kan definitief worden bepaald of er sprake is van de aangeboren afwijking.

## Nederland
In Nederland werd dit bloedonderzoek alleen uitgevoerd in een van de acht gespecialiseerde laboratoria. Tot 1 oktober 2021 kon de zwangere kiezen voor de combinatietest óf voor de NIPT. In de praktijk kozen steeds meer mensen voor de NIPT. Uiteindelijk werden nog maar 400 combinatietesten per jaar verricht. Door dit lage aantal was de kwaliteit niet langer te garanderen en is besloten om per 1 oktober 2021 te stoppen met de combinatietest.